# بکمان کولتر
بکمان کولتر (انگلیسی: Beckman Coulter) شرکت الکترونیک و تجهیزات پزشکی آمریکایی است، که در سال ۱۹۳۵ توسط آرنولد اورویل بکمان تأسیس شد.